# Nephelistis cedica
Nephelistis cedica är en fjärilsart som beskrevs av Druce 1898. Nephelistis cedica ingår i släktet Nephelistis och familjen nattflyn. Inga underarter finns listade i Catalogue of Life.